# Anton Guldener
Anton Guldener, född 1899, var en schweizisk bobåkare. Han deltog vid olympiska vinterspelen 1924 i Chamonix i det andra schweizisk laget i fyrmansbob, som bröt tävlingen efter första åket.